# Paul D'Amato
Paul D'Amato (Worcester, 2 ottobre 1949 – East Brookfield, 19 febbraio 2024) è stato un attore statunitense.

## Biografia
Paul D'Amato nacque a Worcester, nel Massachusetts, il 2 ottobre 1949. Ispirò le fattezze fisiche del celebre personaggio dei fumetti Wolverine. Morì a East Brookfield, nel Massachusetts, il 19 febbraio 2024 all'età di 74 anni, per complicazioni della paralisi sopranucleare progressiva.

## Filmografia parziale

### Cinema
- Una 44 Magnum per l'ispettore Callaghan (Magnum Force), regia di Ted Post (1973)
- Colpo secco (Slap Shot), regia di George Roy Hill (1977)
- Il paradiso può attendere (Heaven Can Wait), regia di Warren Beatty e Buck Henry (1978)
- Il cacciatore (The Deer Hunter), regia di Michael Cimino (1978)
- Bocca da fuoco (Firepower), regia di Michael Winner (1979)
- I cancelli del cielo (Heaven's Gate), regia di Michael Cimino (1980)
- F/X - Effetto mortale (F/X), regia di Robert Mandel (1986)
- Suspect - Presunto colpevole (Suspect), regia di Peter Yates (1987)

### Televisione
- Hockey violento (The Deadliest Season), regia di Robert Markowitz - film TV (1977)

## Doppiatori italiani
Nelle versioni in italiano delle opere in cui ha recitato, Paul D'Amato è stato doppiato da:
- Sandro Sardone in Suspect - Presunto colpevole
- Franco Vaccaro in Law & Order: Criminal Intent (ep. 1x06)
- Paolo Sesana in Law & Order: Criminal Intent (ep. 4x13)